# Pesak
Pesak is een plaats in de gemeente Jastrebarsko in de Kroatische provincie Zagreb. De plaats telt 23 inwoners (2001).